# 约纳斯·科科宁
约纳斯·科科宁（芬蘭語：Joonas Kokkonen，1921年11月13日—1996年10月2日），芬兰作曲家。出生于伊萨尔米，二战期间曾参加芬兰军队。科科宁曾在赫尔辛基大学和西贝柳斯音乐学院就读，后又在西贝柳斯音乐学院任教，学生包括奥利斯·萨利宁等。科科宁是西贝柳斯之后芬兰最重要的作曲家之一，在20世纪的芬兰文化界有很高的地位，担任过很多音乐相关组织的重要职位。科科宁的后半生生活在耶尔文佩的自家住宅中，该住宅由芬兰著名建筑师阿尔瓦尔·阿尔托设计，被称为“科科宁住宅”。1996年，科科宁逝世。他的音乐创作风格分为三个阶段，早期为新古典主义风格，中期曾采用十二音技法，晚期则倾向于新浪漫主义，其中使他获得国际声望的多是晚期作品。代表作包括被认为是芬兰最重要歌剧之一的《最后的诱惑》、四部交响曲、一部《安魂曲》等。

## 延伸阅读
- Arni, Erkki: "Joonas Kokkonen", Grove Music Online. Ed. L. Macy. (Accessed February 27, 2005.) (subscription access) （页面存档备份，存于）
- The Last Temptations: opera by Joonas Kokkonen. Translated by Keith Bosley. 1977.
- Hako, Pekka: Voiko varjo olla kirkas: Joonas Kokkosen elämä. [A biography of Joonas Kokkonen.] Ajatus Kirjat, Helsinki 2001. ISBN 951-566-059-9
- Jurkowski, Edward: The Music of Joonas Kokkonen. Ashgate Publishing Co., Burlington (VT) 2004.